# Casa de Lancaster
La Casa de Lancaster (en inglés: House of Lancaster) fue una rama cadete de la Casa real de Plantagenet. La primera casa fue creada cuando el rey Enrique III de Inglaterra creó en 1267 el condado de Lancaster —de donde la casa tomó su nombre— para su segundo hijo Edmund Crouchback. Edmund ya había sido investido como conde de Leicester en 1265 y recibió las tierras y privilegios de Simón de Montfort, VI conde de Leicester, después de la muerte de Montfort y la proscripción al final de la segunda guerra de los Barones. Cuando el hijo de Edmund, Tomás, II conde de Lancaster, heredó las propiedades de su suegro y el título de conde de Lincoln, se convirtió de un plumazo en el noble más poderoso de Inglaterra, con tierras por todo el reino y la capacidad de reclutar vastos ejércitos privados para ejercer el poder a nivel nacional y local. Esto lo llevó a él —y a Enrique, su hermano menor— a un conflicto con su primo, el rey Eduardo II, lo que llevó a la ejecución de Tomás. Enrique heredó los títulos de Tomás y él y su hijo, Enrique de Grosmont, prestaron un servicio leal al hijo de Eduardo, el rey Eduardo III. 

Rosa roja de Lancaster

La segunda casa de Lancaster descendía de Juan de Gante, que se casó con la heredera de la primera casa, Blanca de Lancaster. Eduardo III casó a todos sus hijos con herederas inglesas adineradas en lugar de seguir la práctica de sus predecesores de buscar matrimonios políticos continentales para los príncipes reales. Enrique de Grosmont, primer duque de Lancaster, no tenía heredero varón, por lo que Eduardo casó a su hijo Juan con la hija heredera de Enrique y prima tercera de Juan, Blanca de Lancaster. Esto le dio a Juan la vasta riqueza de la Casa de Lancaster. Su hijo Enrique usurpó el trono en 1399, creando una de las facciones en las Guerras de las Rosas. Hubo una lucha dinástica intermitente entre los descendientes de Eduardo III. En estas guerras, el término lancastriano se convirtió en una referencia a los miembros de la familia y sus partidarios. La familia proporcionó a Inglaterra tres reyes: Enrique IV (r. 1399-1413), Enrique V (r. 1413-1422) y Enrique VI (r. 1422-1461 y 1470-1471). 
La casa se extinguió en la línea masculina tras la muerte o asesinato en la Torre de Londres de Enrique VI, tras la ejecución en el campo de batalla de su hijo Eduardo de Westminster, príncipe de Gales, por partidarios de la Casa de York en 1471. La descendencia cognaticia de los Lancaster (de Juan de Gante y de la hija de Blanca de Lancaster, Philippa) continuó en las casas reales de España y Portugal, mientras que la causa política de los Lancaster fue mantenida por Enrique Tudor —un descendiente relativamente desconocido de los Beaufort lancasterianos—, lo que finalmente llevó al establecimiento de la Casa de Tudor. Los Lancaster dejaron un legado a través del mecenazgo de las artes, sobre todo con la fundación del Eton College y el King's College de Cambridge. Sin embargo, para disgusto de los historiadores, son las obras históricas parcialmente noveladas de Shakespeare, más que la investigación académica medievalista, las que tienen la mayor influencia en las percepciones modernas de la dinastía.

## Reyes de Inglaterra de la casa de Lancaster
| Imagen | Nombre                   | Nacimiento                                                                                      | Matrimonios                                                              | Gobierno |
| ------ | ------------------------ | ----------------------------------------------------------------------------------------------- | ------------------------------------------------------------------------ | -------- |
|        | Enrique IV de Inglaterra | 3 de abril de 1366 Castillo de Bolingbroke Hijo de Juan de Gante y Blanca de Lancaster          | Con María de Bohun en el Castillo de Arundel el 20 de julio de 1380      |          |
|        | Enrique V de Inglaterra  | 9 de agosto de 1387 Castillo de Monmouth Hijo de Enrique IV de Inglaterra y María de Bohun      | Con Catalina de Valois en la Catedral de Troyes el 2 de junio de 1420    |          |
|        | Enrique VI de Inglaterra | 6 de diciembre de 1421 Castillo de Windsor Hijo de Enrique V de Inglaterra y Catalina de Valois | Con Margarita de Anjou en la Abadía de Titchfield el 22 de abril de 1445 |          |

## Árbol genealógico
| \| \| \| \| \| \| \| \| \| \| \| \| \| \| \| \| \| Enrique III (1207-1216-1272) \| Enrique III (1207-1216-1272) \| Enrique III (1207-1216-1272) \| Enrique III (1207-1216-1272) \| Enrique III (1207-1216-1272) \| Enrique III (1207-1216-1272) \| \| \| Leonor de Provenza \| Leonor de Provenza \| Leonor de Provenza \| Leonor de Provenza \| Leonor de Provenza \| Leonor de Provenza \| \| \| \| \| \| \| \| \| \| \| \| \| \| \| \| \| \| \| \| \| \| \| \| \| \| \| \| \| \| \| \| \| \| Enrique III (1207-1216-1272) \| Enrique III (1207-1216-1272) \| Enrique III (1207-1216-1272) \| Enrique III (1207-1216-1272) \| Enrique III (1207-1216-1272) \| Enrique III (1207-1216-1272) \| \| \| Leonor de Provenza \| Leonor de Provenza \| Leonor de Provenza \| Leonor de Provenza \| Leonor de Provenza \| Leonor de Provenza \| \| \| \| \| \| \| \| \| \| \| \| \| \| \| \| \| \| \| \| \| \| \| \| \| \| \| \| \| \| \| \| \| \| \| \| \| \| \| \| \| \| \| \| \| \| \| \| \| \| \| \| \| \| \| \| \| \| \| \| \| \| \| \| \| \| \| \| \| \| \| \| \| \| \| \| \| \| \| \| \| \| \| \| \| \| \| \| \| \| \| \| \| \| \| \| \| \| \| \| \| \| \| \| \| \| \| \| \| \| \| \| \| \| \| \| \| \| \| \| \| \| \| \| \| \| \| \| \| \| \| \| \| \| \| \| CONDE DE LANCASTER, 1267 \| \| \| \| \| \| \| \| \| \| \| \| \| \| \| \| \| \| \| \| \| \| \| \| \| \| \| \| \| \| \| Leonor de Castilla \| Leonor de Castilla \| Leonor de Castilla \| Leonor de Castilla \| Leonor de Castilla \| Leonor de Castilla \| \| \| Eduardo I (1239-1272-1307) \| Eduardo I (1239-1272-1307) \| Eduardo I (1239-1272-1307) \| Eduardo I (1239-1272-1307) \| Eduardo I (1239-1272-1307) \| Eduardo I (1239-1272-1307) \| \| \| Edmund Crouchback I conde de Lancaster (1245-1296) \| Edmund Crouchback I conde de Lancaster (1245-1296) \| Edmund Crouchback I conde de Lancaster (1245-1296) \| Edmund Crouchback I conde de Lancaster (1245-1296) \| Edmund Crouchback I conde de Lancaster (1245-1296) \| Edmund Crouchback I conde de Lancaster (1245-1296) \| \| \| Blanca de Artois \| Blanca de Artois \| Blanca de Artois \| Blanca de Artois \| Blanca de Artois \| Blanca de Artois \| \| \| \| \| \| \| \| \| \| \| \| \| \| \| \| \| \| Leonor de Castilla \| Leonor de Castilla \| Leonor de Castilla \| Leonor de Castilla \| Leonor de Castilla \| Leonor de Castilla \| \| \| Eduardo I (1239-1272-1307) \| Eduardo I (1239-1272-1307) \| Eduardo I (1239-1272-1307) \| Eduardo I (1239-1272-1307) \| Eduardo I (1239-1272-1307) \| Eduardo I (1239-1272-1307) \| \| \| Edmund Crouchback I conde de Lancaster (1245-1296) \| Edmund Crouchback I conde de Lancaster (1245-1296) \| Edmund Crouchback I conde de Lancaster (1245-1296) \| Edmund Crouchback I conde de Lancaster (1245-1296) \| Edmund Crouchback I conde de Lancaster (1245-1296) \| Edmund Crouchback I conde de Lancaster (1245-1296) \| \| \| Blanca de Artois \| Blanca de Artois \| Blanca de Artois \| Blanca de Artois \| Blanca de Artois \| Blanca de Artois \| \| \| \| \| \| \| \| \| \| \| \| \| \| \| \| \| \| \| \| \| \| \| \| \| \| \| \| \| \| \| \| \| \| \| \| \| \| \| \| \| \| \| \| \| \| \| \| \| \| \| \| \| \| \| \| \| \| \| \| \| \| \| \| \| \| \| \| \| \| \| \| \| \| \| \| \| \| \| \| \| \| \| \| \| \| \| \| \| \| \| \| \| \| \| \| \| \| \| \| \| \| \| \| \| \| \| \| Isabel de Francia \| Isabel de Francia \| Isabel de Francia \| Isabel de Francia \| Isabel de Francia \| Isabel de Francia \| \| \| Eduardo II (1284-1307-1327) \| Eduardo II (1284-1307-1327) \| Eduardo II (1284-1307-1327) \| Eduardo II (1284-1307-1327) \| Eduardo II (1284-1307-1327) \| Eduardo II (1284-1307-1327) \| \| \| \| \| \| \| Tomás de Lancaster II conde de Lancaster (1278-1322) \| Tomás de Lancaster II conde de Lancaster (1278-1322) \| Tomás de Lancaster II conde de Lancaster (1278-1322) \| Tomás de Lancaster II conde de Lancaster (1278-1322) \| Tomás de Lancaster II conde de Lancaster (1278-1322) \| Tomás de Lancaster II conde de Lancaster (1278-1322) \| \| \| Enrique de Lancaster III conde de Lancaster (1281-1345) \| Enrique de Lancaster III conde de Lancaster (1281-1345) \| Enrique de Lancaster III conde de Lancaster (1281-1345) \| Enrique de Lancaster III conde de Lancaster (1281-1345) \| Enrique de Lancaster III conde de Lancaster (1281-1345) \| Enrique de Lancaster III conde de Lancaster (1281-1345) \| \| \| Matilde de Chaworth \| Matilde de Chaworth \| Matilde de Chaworth \| Matilde de Chaworth \| Matilde de Chaworth \| Matilde de Chaworth \| \| \| \| \| \| Isabel de Francia \| Isabel de Francia \| Isabel de Francia \| Isabel de Francia \| Isabel de Francia \| Isabel de Francia \| \| \| Eduardo II (1284-1307-1327) \| Eduardo II (1284-1307-1327) \| Eduardo II (1284-1307-1327) \| Eduardo II (1284-1307-1327) \| Eduardo II (1284-1307-1327) \| Eduardo II (1284-1307-1327) \| \| \| \| \| \| \| Tomás de Lancaster II conde de Lancaster (1278-1322) \| Tomás de Lancaster II conde de Lancaster (1278-1322) \| Tomás de Lancaster II conde de Lancaster (1278-1322) \| Tomás de Lancaster II conde de Lancaster (1278-1322) \| Tomás de Lancaster II conde de Lancaster (1278-1322) \| Tomás de Lancaster II conde de Lancaster (1278-1322) \| \| \| Enrique de Lancaster III conde de Lancaster (1281-1345) \| Enrique de Lancaster III conde de Lancaster (1281-1345) \| Enrique de Lancaster III conde de Lancaster (1281-1345) \| Enrique de Lancaster III conde de Lancaster (1281-1345) \| Enrique de Lancaster III conde de Lancaster (1281-1345) \| Enrique de Lancaster III conde de Lancaster (1281-1345) \| \| \| Matilde de Chaworth \| Matilde de Chaworth \| Matilde de Chaworth \| Matilde de Chaworth \| Matilde de Chaworth \| Matilde de Chaworth \| \| \| \| \| \| \| \| \| \| \| \| \| \| \| \| \| \| \| \| \| \| \| \| \| \| \| \| \| \| \| \| \| \| \| \| \| \| \| \| \| \| \| \| \| \| \| \| \| \| \| \| \| \| \| \| \| \| \| \| \| \| \| \| \| \| \| \| \| \| \| \| \| \| \| \| \| \| \| \| \| \| \| \| \| DUQUE DE LANCASTER, 1351 \| \| \| \| \| \| \| \| \| \| \| Felipa de Henao \| Felipa de Henao \| Felipa de Henao \| Felipa de Henao \| Felipa de Henao \| Felipa de Henao \| \| \| Eduardo III (1312-1327-1377) \| Eduardo III (1312-1327-1377) \| Eduardo III (1312-1327-1377) \| Eduardo III (1312-1327-1377) \| Eduardo III (1312-1327-1377) \| Eduardo III (1312-1327-1377) \| \| \| \| \| \| \| \| \| \| \| \| \| \| \| Isabel de Beaumont \| Isabel de Beaumont \| Isabel de Beaumont \| Isabel de Beaumont \| Isabel de Beaumont \| Isabel de Beaumont \| \| \| Enrique de Grosmont IV conde de Lancaster Duque de Lancaster (c.1310-1361) \| Enrique de Grosmont IV conde de Lancaster Duque de Lancaster (c.1310-1361) \| Enrique de Grosmont IV conde de Lancaster Duque de Lancaster (c.1310-1361) \| Enrique de Grosmont IV conde de Lancaster Duque de Lancaster (c.1310-1361) \| Enrique de Grosmont IV conde de Lancaster Duque de Lancaster (c.1310-1361) \| Enrique de Grosmont IV conde de Lancaster Duque de Lancaster (c.1310-1361) \| \| \| \| \| \| Felipa de Henao \| Felipa de Henao \| Felipa de Henao \| Felipa de Henao \| Felipa de Henao \| Felipa de Henao \| \| \| Eduardo III (1312-1327-1377) \| Eduardo III (1312-1327-1377) \| Eduardo III (1312-1327-1377) \| Eduardo III (1312-1327-1377) \| Eduardo III (1312-1327-1377) \| Eduardo III (1312-1327-1377) \| \| \| \| \| \| \| \| \| \| \| \| \| \| \| Isabel de Beaumont \| Isabel de Beaumont \| Isabel de Beaumont \| Isabel de Beaumont \| Isabel de Beaumont \| Isabel de Beaumont \| \| \| Enrique de Grosmont IV conde de Lancaster Duque de Lancaster (c.1310-1361) \| Enrique de Grosmont IV conde de Lancaster Duque de Lancaster (c.1310-1361) \| Enrique de Grosmont IV conde de Lancaster Duque de Lancaster (c.1310-1361) \| Enrique de Grosmont IV conde de Lancaster Duque de Lancaster (c.1310-1361) \| Enrique de Grosmont IV conde de Lancaster Duque de Lancaster (c.1310-1361) \| Enrique de Grosmont IV conde de Lancaster Duque de Lancaster (c.1310-1361) \| \| \| \| \| \| \| \| \| \| \| \| \| \| \| \| \| \| \| \| \| \| \| \| \| \| \| \| \| \| \| \| \| \| \| \| \| \| \| \| \| \| \| \| \| \| \| \| \| \| \| \| \| \| \| \| \| \| \| \| \| \| \| \| \| \| \| \| \| \| \| \| \| \| \| \| \| \| \| \| \| \| \| \| \| \| \| \| \| \| \| \| \| \| \| \| \| \| \| \| \| \| \| \| \| \| \| \| \| \| \| \| \| \| \| \| \| \| \| \| DUQUE DE LANCASTER, 1362 \| \| \| \| \| \| \| \| \| \| \| \| \| \| \| \| \| \| \| \| \| \| \| \| \| \| \| \| \| \| \| \| \| \| \| \| \| \| \| \| \| \| \| \| \| \| \| \| \| \| \| \| \| \| \| \| \| \| \| \| \| \| \| \| \| \| \| \| \| \| \| \| \| \| \| \| \| \| \| \| \| \| \| \| \| \| \| \| \| \| \| \| \| \| Juan de Gante V conde de Lancaster I duque de Lancaster (1340-1399) \| Juan de Gante V conde de Lancaster I duque de Lancaster (1340-1399) \| Juan de Gante V conde de Lancaster I duque de Lancaster (1340-1399) \| Juan de Gante V conde de Lancaster I duque de Lancaster (1340-1399) \| Juan de Gante V conde de Lancaster I duque de Lancaster (1340-1399) \| Juan de Gante V conde de Lancaster I duque de Lancaster (1340-1399) \| \| \| Blanca de Lancaster (1345–1368) \| Blanca de Lancaster (1345–1368) \| Blanca de Lancaster (1345–1368) \| Blanca de Lancaster (1345–1368) \| Blanca de Lancaster (1345–1368) \| Blanca de Lancaster (1345–1368) \| \| \| \| \| \| \| \| \| \| \| \| \| \| \| \| \| \| \| \| \| \| \| \| \| \| \| \| \| \| \| \| \| \| Juan de Gante V conde de Lancaster I duque de Lancaster (1340-1399) \| Juan de Gante V conde de Lancaster I duque de Lancaster (1340-1399) \| Juan de Gante V conde de Lancaster I duque de Lancaster (1340-1399) \| Juan de Gante V conde de Lancaster I duque de Lancaster (1340-1399) \| Juan de Gante V conde de Lancaster I duque de Lancaster (1340-1399) \| Juan de Gante V conde de Lancaster I duque de Lancaster (1340-1399) \| \| \| Blanca de Lancaster (1345–1368) \| Blanca de Lancaster (1345–1368) \| Blanca de Lancaster (1345–1368) \| Blanca de Lancaster (1345–1368) \| Blanca de Lancaster (1345–1368) \| Blanca de Lancaster (1345–1368) \| \| \| \| \| \| \| \| \| \| \| \| \| \| \| \| \| \| \| \| \| \| \| \| \| \| \| \| \| \| \| \| \| \| \| \| \| \| \| \| \| \| \| \| \| \| \| \| \| \| \| \| \| \| \| \| \| \| \| \| \| \| \| \| \| \| \| \| \| \| \| \| \| \| \| \| \| \| \| \| \| \| \| \| \| \| \| \| \| \| \| \| \| \| \| \| \| \| \| \| \| \| \| \| \| \| \| \| \| \| \| \| \| \| \| \| \| \| \| \| \| \| \| \| \| \| \| \| Henry Bolingbroke, II duque de Enrique IV (1367-1399-1413) \| Henry Bolingbroke, II duque de Enrique IV (1367-1399-1413) \| Henry Bolingbroke, II duque de Enrique IV (1367-1399-1413) \| Henry Bolingbroke, II duque de Enrique IV (1367-1399-1413) \| Henry Bolingbroke, II duque de Enrique IV (1367-1399-1413) \| Henry Bolingbroke, II duque de Enrique IV (1367-1399-1413) \| \| \| Juan Beaufort, I conde de Somerset (1371-1410) \| Juan Beaufort, I conde de Somerset (1371-1410) \| Juan Beaufort, I conde de Somerset (1371-1410) \| Juan Beaufort, I conde de Somerset (1371-1410) \| Juan Beaufort, I conde de Somerset (1371-1410) \| Juan Beaufort, I conde de Somerset (1371-1410) \| \| \| \| \| \| \| \| \| \| \| \| \| \| \| \| \| \| \| \| \| \| \| \| \| \| \| \| \| \| \| \| \| \| Henry Bolingbroke, II duque de Enrique IV (1367-1399-1413) \| Henry Bolingbroke, II duque de Enrique IV (1367-1399-1413) \| Henry Bolingbroke, II duque de Enrique IV (1367-1399-1413) \| Henry Bolingbroke, II duque de Enrique IV (1367-1399-1413) \| Henry Bolingbroke, II duque de Enrique IV (1367-1399-1413) \| Henry Bolingbroke, II duque de Enrique IV (1367-1399-1413) \| \| \| Juan Beaufort, I conde de Somerset (1371-1410) \| Juan Beaufort, I conde de Somerset (1371-1410) \| Juan Beaufort, I conde de Somerset (1371-1410) \| Juan Beaufort, I conde de Somerset (1371-1410) \| Juan Beaufort, I conde de Somerset (1371-1410) \| Juan Beaufort, I conde de Somerset (1371-1410) \| \| \| \| \| \| \| \| \| \| \| \| \| \| \| \| \| \| \| \| \| \| \| \| \| \| \| \| \| \| \| \| \| \| DUQUE DE LANCASTER, 1399 \| \| \| \| \| \| \| \| \| \| \| \| \| \| \| \| \| \| \| \| \| \| \| \| \| \| \| \| \| \| \| \| \| \| \| \| \| \| \| \| \| \| \| \| \| \| \| Enrique de Monmouth Duque de Lancaster Enrique V (1386-1413-1422) \| Enrique de Monmouth Duque de Lancaster Enrique V (1386-1413-1422) \| Enrique de Monmouth Duque de Lancaster Enrique V (1386-1413-1422) \| Enrique de Monmouth Duque de Lancaster Enrique V (1386-1413-1422) \| Enrique de Monmouth Duque de Lancaster Enrique V (1386-1413-1422) \| Enrique de Monmouth Duque de Lancaster Enrique V (1386-1413-1422) \| \| \| Juan Beaufort I duque de Somerset (1404-1444) \| Juan Beaufort I duque de Somerset (1404-1444) \| Juan Beaufort I duque de Somerset (1404-1444) \| Juan Beaufort I duque de Somerset (1404-1444) \| Juan Beaufort I duque de Somerset (1404-1444) \| Juan Beaufort I duque de Somerset (1404-1444) \| \| \| \| \| \| \| \| \| \| \| \| \| \| \| \| \| \| \| \| \| \| \| \| \| \| \| \| \| \| \| \| \| \| Enrique de Monmouth Duque de Lancaster Enrique V (1386-1413-1422) \| Enrique de Monmouth Duque de Lancaster Enrique V (1386-1413-1422) \| Enrique de Monmouth Duque de Lancaster Enrique V (1386-1413-1422) \| Enrique de Monmouth Duque de Lancaster Enrique V (1386-1413-1422) \| Enrique de Monmouth Duque de Lancaster Enrique V (1386-1413-1422) \| Enrique de Monmouth Duque de Lancaster Enrique V (1386-1413-1422) \| \| \| Juan Beaufort I duque de Somerset (1404-1444) \| Juan Beaufort I duque de Somerset (1404-1444) \| Juan Beaufort I duque de Somerset (1404-1444) \| Juan Beaufort I duque de Somerset (1404-1444) \| Juan Beaufort I duque de Somerset (1404-1444) \| Juan Beaufort I duque de Somerset (1404-1444) \| \| \| \| \| \| \| \| \| \| \| \| \| \| \| \| \| \| \| \| \| \| \| \| \| \| \| \| \| \| \| \| \| \| Enrique VI (1421-1422-1461,1470-1471) \| Enrique VI (1421-1422-1461,1470-1471) \| Enrique VI (1421-1422-1461,1470-1471) \| Enrique VI (1421-1422-1461,1470-1471) \| Enrique VI (1421-1422-1461,1470-1471) \| Enrique VI (1421-1422-1461,1470-1471) \| \| \| Margarita Beaufort, Condesa de Richmond y Derby (1443-1509) \| Margarita Beaufort, Condesa de Richmond y Derby (1443-1509) \| Margarita Beaufort, Condesa de Richmond y Derby (1443-1509) \| Margarita Beaufort, Condesa de Richmond y Derby (1443-1509) \| Margarita Beaufort, Condesa de Richmond y Derby (1443-1509) \| Margarita Beaufort, Condesa de Richmond y Derby (1443-1509) \| \| \| \| \| \| \| \| \| \| \| \| \| \| \| \| \| \| \| \| \| \| \| \| \| \| \| \| \| \| \| \| \| \| Enrique VI (1421-1422-1461,1470-1471) \| Enrique VI (1421-1422-1461,1470-1471) \| Enrique VI (1421-1422-1461,1470-1471) \| Enrique VI (1421-1422-1461,1470-1471) \| Enrique VI (1421-1422-1461,1470-1471) \| Enrique VI (1421-1422-1461,1470-1471) \| \| \| Margarita Beaufort, Condesa de Richmond y Derby (1443-1509) \| Margarita Beaufort, Condesa de Richmond y Derby (1443-1509) \| Margarita Beaufort, Condesa de Richmond y Derby (1443-1509) \| Margarita Beaufort, Condesa de Richmond y Derby (1443-1509) \| Margarita Beaufort, Condesa de Richmond y Derby (1443-1509) \| Margarita Beaufort, Condesa de Richmond y Derby (1443-1509) \| \| \| \| \| \| \| \| \| \| \| \| \| \| \| \| \| \| \| \| \| \| \| \| \| \| \| \| \| \| \| \| \| \| Eduardo de Westminster, Príncipe de Gales (1453-1471) \| Eduardo de Westminster, Príncipe de Gales (1453-1471) \| Eduardo de Westminster, Príncipe de Gales (1453-1471) \| Eduardo de Westminster, Príncipe de Gales (1453-1471) \| Eduardo de Westminster, Príncipe de Gales (1453-1471) \| Eduardo de Westminster, Príncipe de Gales (1453-1471) \| \| \| Enrique VII (1457-1485-1509) \| Enrique VII (1457-1485-1509) \| Enrique VII (1457-1485-1509) \| Enrique VII (1457-1485-1509) \| Enrique VII (1457-1485-1509) \| Enrique VII (1457-1485-1509) \| \| \| \| \| \| \| \| \| \| \| \| \| |                 |                 |                 |                   |                   |                   |                   |                              |                              |                              |                              |                              |                              |                             |                             |                              |                              |                              |                              |                                                                     |                                                                     |                                                                     |                                                                     |                                                                     |                                                                     |                                                      |                                                      |                                                             |                                                             |                                                             |                                                             |                                                             |                                                             |                                                         |                                                         |                                                                            |                                                                            |                                                                            |                                                                            |                                                                            |                                                                            |                     |                     |                     |                     |
| |                 |                 |                 |                   |                   |                   |                   |                              |                              |                              |                              |                              |                              |                             |                             | Enrique III (1207-1216-1272) | Enrique III (1207-1216-1272) | Enrique III (1207-1216-1272) | Enrique III (1207-1216-1272) | Enrique III (1207-1216-1272)                                        | Enrique III (1207-1216-1272)                                        |                                                                     |                                                                     | Leonor de Provenza                                                  | Leonor de Provenza                                                  | Leonor de Provenza                                   | Leonor de Provenza                                   | Leonor de Provenza                                          | Leonor de Provenza                                          |                                                             |                                                             |                                                             |                                                             |                                                         |                                                         |                                                                            |                                                                            |                                                                            |                                                                            |                                                                            |                                                                            |                     |                     |                     |                     |
| |                 |                 |                 |                   |                   |                   |                   |                              |                              |                              |                              |                              |                              |                             |                             | Enrique III (1207-1216-1272) | Enrique III (1207-1216-1272) | Enrique III (1207-1216-1272) | Enrique III (1207-1216-1272) | Enrique III (1207-1216-1272)                                        | Enrique III (1207-1216-1272)                                        |                                                                     |                                                                     | Leonor de Provenza                                                  | Leonor de Provenza                                                  | Leonor de Provenza                                   | Leonor de Provenza                                   | Leonor de Provenza                                          | Leonor de Provenza                                          |                                                             |                                                             |                                                             |                                                             |                                                         |                                                         |                                                                            |                                                                            |                                                                            |                                                                            |                                                                            |                                                                            |                     |                     |                     |                     |
| |                 |                 |                 |                   |                   |                   |                   |                              |                              |                              |                              |                              |                              |                             |                             |                              |                              |                              |                              |                                                                     |                                                                     |                                                                     |                                                                     |                                                                     |                                                                     |                                                      |                                                      |                                                             |                                                             |                                                             |                                                             |                                                             |                                                             |                                                         |                                                         |                                                                            |                                                                            |                                                                            |                                                                            |                                                                            |                                                                            |                     |                     |                     |                     |
| |                 |                 |                 |                   |                   |                   |                   |                              |                              |                              |                              |                              |                              |                             |                             |                              |                              |                              |                              |                                                                     |                                                                     |                                                                     |                                                                     |                                                                     |                                                                     |                                                      |                                                      |                                                             |                                                             |                                                             |                                                             |                                                             |                                                             |                                                         |                                                         |                                                                            |                                                                            |                                                                            |                                                                            |                                                                            |                                                                            |                     |                     |                     |                     |
| |                 |                 |                 |                   |                   |                   |                   |                              |                              |                              |                              |                              |                              |                             |                             |                              |                              |                              |                              |                                                                     |                                                                     |                                                                     |                                                                     | CONDE DE LANCASTER, 1267                                            |                                                                     |                                                      |                                                      |                                                             |                                                             |                                                             |                                                             |                                                             |                                                             |                                                         |                                                         |                                                                            |                                                                            |                                                                            |                                                                            |                                                                            |                                                                            |                     |                     |                     |                     |
| |                 |                 |                 |                   |                   |                   |                   | Leonor de Castilla           | Leonor de Castilla           | Leonor de Castilla           | Leonor de Castilla           | Leonor de Castilla           | Leonor de Castilla           |                             |                             | Eduardo I (1239-1272-1307)   | Eduardo I (1239-1272-1307)   | Eduardo I (1239-1272-1307)   | Eduardo I (1239-1272-1307)   | Eduardo I (1239-1272-1307)                                          | Eduardo I (1239-1272-1307)                                          |                                                                     |                                                                     | Edmund Crouchback I conde de Lancaster (1245-1296)                  | Edmund Crouchback I conde de Lancaster (1245-1296)                  | Edmund Crouchback I conde de Lancaster (1245-1296)   | Edmund Crouchback I conde de Lancaster (1245-1296)   | Edmund Crouchback I conde de Lancaster (1245-1296)          | Edmund Crouchback I conde de Lancaster (1245-1296)          |                                                             |                                                             | Blanca de Artois                                            | Blanca de Artois                                            | Blanca de Artois                                        | Blanca de Artois                                        | Blanca de Artois                                                           | Blanca de Artois                                                           |                                                                            |                                                                            |                                                                            |                                                                            |                     |                     |                     |                     |
| |                 |                 |                 |                   |                   |                   |                   | Leonor de Castilla           | Leonor de Castilla           | Leonor de Castilla           | Leonor de Castilla           | Leonor de Castilla           | Leonor de Castilla           |                             |                             | Eduardo I (1239-1272-1307)   | Eduardo I (1239-1272-1307)   | Eduardo I (1239-1272-1307)   | Eduardo I (1239-1272-1307)   | Eduardo I (1239-1272-1307)                                          | Eduardo I (1239-1272-1307)                                          |                                                                     |                                                                     | Edmund Crouchback I conde de Lancaster (1245-1296)                  | Edmund Crouchback I conde de Lancaster (1245-1296)                  | Edmund Crouchback I conde de Lancaster (1245-1296)   | Edmund Crouchback I conde de Lancaster (1245-1296)   | Edmund Crouchback I conde de Lancaster (1245-1296)          | Edmund Crouchback I conde de Lancaster (1245-1296)          |                                                             |                                                             | Blanca de Artois                                            | Blanca de Artois                                            | Blanca de Artois                                        | Blanca de Artois                                        | Blanca de Artois                                                           | Blanca de Artois                                                           |                                                                            |                                                                            |                                                                            |                                                                            |                     |                     |                     |                     |
| |                 |                 |                 |                   |                   |                   |                   |                              |                              |                              |                              |                              |                              |                             |                             |                              |                              |                              |                              |                                                                     |                                                                     |                                                                     |                                                                     |                                                                     |                                                                     |                                                      |                                                      |                                                             |                                                             |                                                             |                                                             |                                                             |                                                             |                                                         |                                                         |                                                                            |                                                                            |                                                                            |                                                                            |                                                                            |                                                                            |                     |                     |                     |                     |
| |                 |                 |                 |                   |                   |                   |                   |                              |                              |                              |                              |                              |                              |                             |                             |                              |                              |                              |                              |                                                                     |                                                                     |                                                                     |                                                                     |                                                                     |                                                                     |                                                      |                                                      |                                                             |                                                             |                                                             |                                                             |                                                             |                                                             |                                                         |                                                         |                                                                            |                                                                            |                                                                            |                                                                            |                                                                            |                                                                            |                     |                     |                     |                     |
| |                 |                 |                 | Isabel de Francia | Isabel de Francia | Isabel de Francia | Isabel de Francia | Isabel de Francia            | Isabel de Francia            |                              |                              | Eduardo II (1284-1307-1327)  | Eduardo II (1284-1307-1327)  | Eduardo II (1284-1307-1327) | Eduardo II (1284-1307-1327) | Eduardo II (1284-1307-1327)  | Eduardo II (1284-1307-1327)  |                              |                              |                                                                     |                                                                     |                                                                     |                                                                     | Tomás de Lancaster II conde de Lancaster (1278-1322)                | Tomás de Lancaster II conde de Lancaster (1278-1322)                | Tomás de Lancaster II conde de Lancaster (1278-1322) | Tomás de Lancaster II conde de Lancaster (1278-1322) | Tomás de Lancaster II conde de Lancaster (1278-1322)        | Tomás de Lancaster II conde de Lancaster (1278-1322)        |                                                             |                                                             | Enrique de Lancaster III conde de Lancaster (1281-1345)     | Enrique de Lancaster III conde de Lancaster (1281-1345)     | Enrique de Lancaster III conde de Lancaster (1281-1345) | Enrique de Lancaster III conde de Lancaster (1281-1345) | Enrique de Lancaster III conde de Lancaster (1281-1345)                    | Enrique de Lancaster III conde de Lancaster (1281-1345)                    |                                                                            |                                                                            | Matilde de Chaworth                                                        | Matilde de Chaworth                                                        | Matilde de Chaworth | Matilde de Chaworth | Matilde de Chaworth | Matilde de Chaworth |
| |                 |                 |                 | Isabel de Francia | Isabel de Francia | Isabel de Francia | Isabel de Francia | Isabel de Francia            | Isabel de Francia            |                              |                              | Eduardo II (1284-1307-1327)  | Eduardo II (1284-1307-1327)  | Eduardo II (1284-1307-1327) | Eduardo II (1284-1307-1327) | Eduardo II (1284-1307-1327)  | Eduardo II (1284-1307-1327)  |                              |                              |                                                                     |                                                                     |                                                                     |                                                                     | Tomás de Lancaster II conde de Lancaster (1278-1322)                | Tomás de Lancaster II conde de Lancaster (1278-1322)                | Tomás de Lancaster II conde de Lancaster (1278-1322) | Tomás de Lancaster II conde de Lancaster (1278-1322) | Tomás de Lancaster II conde de Lancaster (1278-1322)        | Tomás de Lancaster II conde de Lancaster (1278-1322)        |                                                             |                                                             | Enrique de Lancaster III conde de Lancaster (1281-1345)     | Enrique de Lancaster III conde de Lancaster (1281-1345)     | Enrique de Lancaster III conde de Lancaster (1281-1345) | Enrique de Lancaster III conde de Lancaster (1281-1345) | Enrique de Lancaster III conde de Lancaster (1281-1345)                    | Enrique de Lancaster III conde de Lancaster (1281-1345)                    |                                                                            |                                                                            | Matilde de Chaworth                                                        | Matilde de Chaworth                                                        | Matilde de Chaworth | Matilde de Chaworth | Matilde de Chaworth | Matilde de Chaworth |
| |                 |                 |                 |                   |                   |                   |                   |                              |                              |                              |                              |                              |                              |                             |                             |                              |                              |                              |                              |                                                                     |                                                                     |                                                                     |                                                                     |                                                                     |                                                                     |                                                      |                                                      |                                                             |                                                             |                                                             |                                                             |                                                             |                                                             |                                                         |                                                         |                                                                            |                                                                            |                                                                            |                                                                            |                                                                            |                                                                            |                     |                     |                     |                     |
| |                 |                 |                 |                   |                   |                   |                   |                              |                              |                              |                              |                              |                              |                             |                             |                              |                              |                              |                              |                                                                     |                                                                     |                                                                     |                                                                     |                                                                     |                                                                     |                                                      |                                                      |                                                             |                                                             |                                                             |                                                             |                                                             |                                                             |                                                         |                                                         | DUQUE DE LANCASTER, 1351                                                   |                                                                            |                                                                            |                                                                            |                                                                            |                                                                            |                     |                     |                     |                     |
| Felipa de Henao | Felipa de Henao | Felipa de Henao | Felipa de Henao | Felipa de Henao   | Felipa de Henao   |                   |                   | Eduardo III (1312-1327-1377) | Eduardo III (1312-1327-1377) | Eduardo III (1312-1327-1377) | Eduardo III (1312-1327-1377) | Eduardo III (1312-1327-1377) | Eduardo III (1312-1327-1377) |                             |                             |                              |                              |                              |                              |                                                                     |                                                                     |                                                                     |                                                                     |                                                                     |                                                                     |                                                      |                                                      | Isabel de Beaumont                                          | Isabel de Beaumont                                          | Isabel de Beaumont                                          | Isabel de Beaumont                                          | Isabel de Beaumont                                          | Isabel de Beaumont                                          |                                                         |                                                         | Enrique de Grosmont IV conde de Lancaster Duque de Lancaster (c.1310-1361) | Enrique de Grosmont IV conde de Lancaster Duque de Lancaster (c.1310-1361) | Enrique de Grosmont IV conde de Lancaster Duque de Lancaster (c.1310-1361) | Enrique de Grosmont IV conde de Lancaster Duque de Lancaster (c.1310-1361) | Enrique de Grosmont IV conde de Lancaster Duque de Lancaster (c.1310-1361) | Enrique de Grosmont IV conde de Lancaster Duque de Lancaster (c.1310-1361) |                     |                     |                     |                     |
| Felipa de Henao | Felipa de Henao | Felipa de Henao | Felipa de Henao | Felipa de Henao   | Felipa de Henao   |                   |                   | Eduardo III (1312-1327-1377) | Eduardo III (1312-1327-1377) | Eduardo III (1312-1327-1377) | Eduardo III (1312-1327-1377) | Eduardo III (1312-1327-1377) | Eduardo III (1312-1327-1377) |                             |                             |                              |                              |                              |                              |                                                                     |                                                                     |                                                                     |                                                                     |                                                                     |                                                                     |                                                      |                                                      | Isabel de Beaumont                                          | Isabel de Beaumont                                          | Isabel de Beaumont                                          | Isabel de Beaumont                                          | Isabel de Beaumont                                          | Isabel de Beaumont                                          |                                                         |                                                         | Enrique de Grosmont IV conde de Lancaster Duque de Lancaster (c.1310-1361) | Enrique de Grosmont IV conde de Lancaster Duque de Lancaster (c.1310-1361) | Enrique de Grosmont IV conde de Lancaster Duque de Lancaster (c.1310-1361) | Enrique de Grosmont IV conde de Lancaster Duque de Lancaster (c.1310-1361) | Enrique de Grosmont IV conde de Lancaster Duque de Lancaster (c.1310-1361) | Enrique de Grosmont IV conde de Lancaster Duque de Lancaster (c.1310-1361) |                     |                     |                     |                     |
| |                 |                 |                 |                   |                   |                   |                   |                              |                              |                              |                              |                              |                              |                             |                             |                              |                              |                              |                              |                                                                     |                                                                     |                                                                     |                                                                     |                                                                     |                                                                     |                                                      |                                                      |                                                             |                                                             |                                                             |                                                             |                                                             |                                                             |                                                         |                                                         |                                                                            |                                                                            |                                                                            |                                                                            |                                                                            |                                                                            |                     |                     |                     |                     |
| |                 |                 |                 |                   |                   |                   |                   |                              |                              |                              |                              |                              |                              |                             |                             |                              |                              |                              |                              |                                                                     |                                                                     |                                                                     |                                                                     |                                                                     |                                                                     |                                                      |                                                      |                                                             |                                                             |                                                             |                                                             |                                                             |                                                             |                                                         |                                                         |                                                                            |                                                                            |                                                                            |                                                                            |                                                                            |                                                                            |                     |                     |                     |                     |
| |                 |                 |                 |                   |                   |                   |                   |                              |                              |                              |                              |                              |                              |                             |                             |                              |                              |                              |                              | DUQUE DE LANCASTER, 1362                                            |                                                                     |                                                                     |                                                                     |                                                                     |                                                                     |                                                      |                                                      |                                                             |                                                             |                                                             |                                                             |                                                             |                                                             |                                                         |                                                         |                                                                            |                                                                            |                                                                            |                                                                            |                                                                            |                                                                            |                     |                     |                     |                     |
| |                 |                 |                 |                   |                   |                   |                   |                              |                              |                              |                              |                              |                              |                             |                             |                              |                              |                              |                              |                                                                     |                                                                     |                                                                     |                                                                     |                                                                     |                                                                     |                                                      |                                                      |                                                             |                                                             |                                                             |                                                             |                                                             |                                                             |                                                         |                                                         |                                                                            |                                                                            |                                                                            |                                                                            |                                                                            |                                                                            |                     |                     |                     |                     |
| |                 |                 |                 |                   |                   |                   |                   |                              |                              |                              |                              |                              |                              |                             |                             |                              |                              |                              |                              | Juan de Gante V conde de Lancaster I duque de Lancaster (1340-1399) | Juan de Gante V conde de Lancaster I duque de Lancaster (1340-1399) | Juan de Gante V conde de Lancaster I duque de Lancaster (1340-1399) | Juan de Gante V conde de Lancaster I duque de Lancaster (1340-1399) | Juan de Gante V conde de Lancaster I duque de Lancaster (1340-1399) | Juan de Gante V conde de Lancaster I duque de Lancaster (1340-1399) |                                                      |                                                      | Blanca de Lancaster (1345–1368)                             | Blanca de Lancaster (1345–1368)                             | Blanca de Lancaster (1345–1368)                             | Blanca de Lancaster (1345–1368)                             | Blanca de Lancaster (1345–1368)                             | Blanca de Lancaster (1345–1368)                             |                                                         |                                                         |                                                                            |                                                                            |                                                                            |                                                                            |                                                                            |                                                                            |                     |                     |                     |                     |
| |                 |                 |                 |                   |                   |                   |                   |                              |                              |                              |                              |                              |                              |                             |                             |                              |                              |                              |                              | Juan de Gante V conde de Lancaster I duque de Lancaster (1340-1399) | Juan de Gante V conde de Lancaster I duque de Lancaster (1340-1399) | Juan de Gante V conde de Lancaster I duque de Lancaster (1340-1399) | Juan de Gante V conde de Lancaster I duque de Lancaster (1340-1399) | Juan de Gante V conde de Lancaster I duque de Lancaster (1340-1399) | Juan de Gante V conde de Lancaster I duque de Lancaster (1340-1399) |                                                      |                                                      | Blanca de Lancaster (1345–1368)                             | Blanca de Lancaster (1345–1368)                             | Blanca de Lancaster (1345–1368)                             | Blanca de Lancaster (1345–1368)                             | Blanca de Lancaster (1345–1368)                             | Blanca de Lancaster (1345–1368)                             |                                                         |                                                         |                                                                            |                                                                            |                                                                            |                                                                            |                                                                            |                                                                            |                     |                     |                     |                     |
| |                 |                 |                 |                   |                   |                   |                   |                              |                              |                              |                              |                              |                              |                             |                             |                              |                              |                              |                              |                                                                     |                                                                     |                                                                     |                                                                     |                                                                     |                                                                     |                                                      |                                                      |                                                             |                                                             |                                                             |                                                             |                                                             |                                                             |                                                         |                                                         |                                                                            |                                                                            |                                                                            |                                                                            |                                                                            |                                                                            |                     |                     |                     |                     |
| |                 |                 |                 |                   |                   |                   |                   |                              |                              |                              |                              |                              |                              |                             |                             |                              |                              |                              |                              |                                                                     |                                                                     |                                                                     |                                                                     |                                                                     |                                                                     |                                                      |                                                      |                                                             |                                                             |                                                             |                                                             |                                                             |                                                             |                                                         |                                                         |                                                                            |                                                                            |                                                                            |                                                                            |                                                                            |                                                                            |                     |                     |                     |                     |
| |                 |                 |                 |                   |                   |                   |                   |                              |                              |                              |                              |                              |                              |                             |                             |                              |                              |                              |                              | Henry Bolingbroke, II duque de Enrique IV (1367-1399-1413)          | Henry Bolingbroke, II duque de Enrique IV (1367-1399-1413)          | Henry Bolingbroke, II duque de Enrique IV (1367-1399-1413)          | Henry Bolingbroke, II duque de Enrique IV (1367-1399-1413)          | Henry Bolingbroke, II duque de Enrique IV (1367-1399-1413)          | Henry Bolingbroke, II duque de Enrique IV (1367-1399-1413)          |                                                      |                                                      | Juan Beaufort, I conde de Somerset (1371-1410)              | Juan Beaufort, I conde de Somerset (1371-1410)              | Juan Beaufort, I conde de Somerset (1371-1410)              | Juan Beaufort, I conde de Somerset (1371-1410)              | Juan Beaufort, I conde de Somerset (1371-1410)              | Juan Beaufort, I conde de Somerset (1371-1410)              |                                                         |                                                         |                                                                            |                                                                            |                                                                            |                                                                            |                                                                            |                                                                            |                     |                     |                     |                     |
| |                 |                 |                 |                   |                   |                   |                   |                              |                              |                              |                              |                              |                              |                             |                             |                              |                              |                              |                              | Henry Bolingbroke, II duque de Enrique IV (1367-1399-1413)          | Henry Bolingbroke, II duque de Enrique IV (1367-1399-1413)          | Henry Bolingbroke, II duque de Enrique IV (1367-1399-1413)          | Henry Bolingbroke, II duque de Enrique IV (1367-1399-1413)          | Henry Bolingbroke, II duque de Enrique IV (1367-1399-1413)          | Henry Bolingbroke, II duque de Enrique IV (1367-1399-1413)          |                                                      |                                                      | Juan Beaufort, I conde de Somerset (1371-1410)              | Juan Beaufort, I conde de Somerset (1371-1410)              | Juan Beaufort, I conde de Somerset (1371-1410)              | Juan Beaufort, I conde de Somerset (1371-1410)              | Juan Beaufort, I conde de Somerset (1371-1410)              | Juan Beaufort, I conde de Somerset (1371-1410)              |                                                         |                                                         |                                                                            |                                                                            |                                                                            |                                                                            |                                                                            |                                                                            |                     |                     |                     |                     |
| |                 |                 |                 |                   |                   |                   |                   |                              |                              |                              |                              |                              |                              |                             |                             |                              |                              |                              |                              | DUQUE DE LANCASTER, 1399                                            |                                                                     |                                                                     |                                                                     |                                                                     |                                                                     |                                                      |                                                      |                                                             |                                                             |                                                             |                                                             |                                                             |                                                             |                                                         |                                                         |                                                                            |                                                                            |                                                                            |                                                                            |                                                                            |                                                                            |                     |                     |                     |                     |
| |                 |                 |                 |                   |                   |                   |                   |                              |                              |                              |                              |                              |                              |                             |                             |                              |                              |                              |                              | Enrique de Monmouth Duque de Lancaster Enrique V (1386-1413-1422)   | Enrique de Monmouth Duque de Lancaster Enrique V (1386-1413-1422)   | Enrique de Monmouth Duque de Lancaster Enrique V (1386-1413-1422)   | Enrique de Monmouth Duque de Lancaster Enrique V (1386-1413-1422)   | Enrique de Monmouth Duque de Lancaster Enrique V (1386-1413-1422)   | Enrique de Monmouth Duque de Lancaster Enrique V (1386-1413-1422)   |                                                      |                                                      | Juan Beaufort I duque de Somerset (1404-1444)               | Juan Beaufort I duque de Somerset (1404-1444)               | Juan Beaufort I duque de Somerset (1404-1444)               | Juan Beaufort I duque de Somerset (1404-1444)               | Juan Beaufort I duque de Somerset (1404-1444)               | Juan Beaufort I duque de Somerset (1404-1444)               |                                                         |                                                         |                                                                            |                                                                            |                                                                            |                                                                            |                                                                            |                                                                            |                     |                     |                     |                     |
| |                 |                 |                 |                   |                   |                   |                   |                              |                              |                              |                              |                              |                              |                             |                             |                              |                              |                              |                              | Enrique de Monmouth Duque de Lancaster Enrique V (1386-1413-1422)   | Enrique de Monmouth Duque de Lancaster Enrique V (1386-1413-1422)   | Enrique de Monmouth Duque de Lancaster Enrique V (1386-1413-1422)   | Enrique de Monmouth Duque de Lancaster Enrique V (1386-1413-1422)   | Enrique de Monmouth Duque de Lancaster Enrique V (1386-1413-1422)   | Enrique de Monmouth Duque de Lancaster Enrique V (1386-1413-1422)   |                                                      |                                                      | Juan Beaufort I duque de Somerset (1404-1444)               | Juan Beaufort I duque de Somerset (1404-1444)               | Juan Beaufort I duque de Somerset (1404-1444)               | Juan Beaufort I duque de Somerset (1404-1444)               | Juan Beaufort I duque de Somerset (1404-1444)               | Juan Beaufort I duque de Somerset (1404-1444)               |                                                         |                                                         |                                                                            |                                                                            |                                                                            |                                                                            |                                                                            |                                                                            |                     |                     |                     |                     |
| |                 |                 |                 |                   |                   |                   |                   |                              |                              |                              |                              |                              |                              |                             |                             |                              |                              |                              |                              | Enrique VI (1421-1422-1461,1470-1471)                               | Enrique VI (1421-1422-1461,1470-1471)                               | Enrique VI (1421-1422-1461,1470-1471)                               | Enrique VI (1421-1422-1461,1470-1471)                               | Enrique VI (1421-1422-1461,1470-1471)                               | Enrique VI (1421-1422-1461,1470-1471)                               |                                                      |                                                      | Margarita Beaufort, Condesa de Richmond y Derby (1443-1509) | Margarita Beaufort, Condesa de Richmond y Derby (1443-1509) | Margarita Beaufort, Condesa de Richmond y Derby (1443-1509) | Margarita Beaufort, Condesa de Richmond y Derby (1443-1509) | Margarita Beaufort, Condesa de Richmond y Derby (1443-1509) | Margarita Beaufort, Condesa de Richmond y Derby (1443-1509) |                                                         |                                                         |                                                                            |                                                                            |                                                                            |                                                                            |                                                                            |                                                                            |                     |                     |                     |                     |
| |                 |                 |                 |                   |                   |                   |                   |                              |                              |                              |                              |                              |                              |                             |                             |                              |                              |                              |                              | Enrique VI (1421-1422-1461,1470-1471)                               | Enrique VI (1421-1422-1461,1470-1471)                               | Enrique VI (1421-1422-1461,1470-1471)                               | Enrique VI (1421-1422-1461,1470-1471)                               | Enrique VI (1421-1422-1461,1470-1471)                               | Enrique VI (1421-1422-1461,1470-1471)                               |                                                      |                                                      | Margarita Beaufort, Condesa de Richmond y Derby (1443-1509) | Margarita Beaufort, Condesa de Richmond y Derby (1443-1509) | Margarita Beaufort, Condesa de Richmond y Derby (1443-1509) | Margarita Beaufort, Condesa de Richmond y Derby (1443-1509) | Margarita Beaufort, Condesa de Richmond y Derby (1443-1509) | Margarita Beaufort, Condesa de Richmond y Derby (1443-1509) |                                                         |                                                         |                                                                            |                                                                            |                                                                            |                                                                            |                                                                            |                                                                            |                     |                     |                     |                     |
| |                 |                 |                 |                   |                   |                   |                   |                              |                              |                              |                              |                              |                              |                             |                             |                              |                              |                              |                              | Eduardo de Westminster, Príncipe de Gales (1453-1471)               | Eduardo de Westminster, Príncipe de Gales (1453-1471)               | Eduardo de Westminster, Príncipe de Gales (1453-1471)               | Eduardo de Westminster, Príncipe de Gales (1453-1471)               | Eduardo de Westminster, Príncipe de Gales (1453-1471)               | Eduardo de Westminster, Príncipe de Gales (1453-1471)               |                                                      |                                                      | Enrique VII (1457-1485-1509)                                | Enrique VII (1457-1485-1509)                                | Enrique VII (1457-1485-1509)                                | Enrique VII (1457-1485-1509)                                | Enrique VII (1457-1485-1509)                                | Enrique VII (1457-1485-1509)                                |                                                         |                                                         |                                                                            |                                                                            |                                                                            |                                                                            |                                                                            |                                                                            |                     |                     |                     |                     |